# Włodzimierz Strzyżewski (sportowiec)

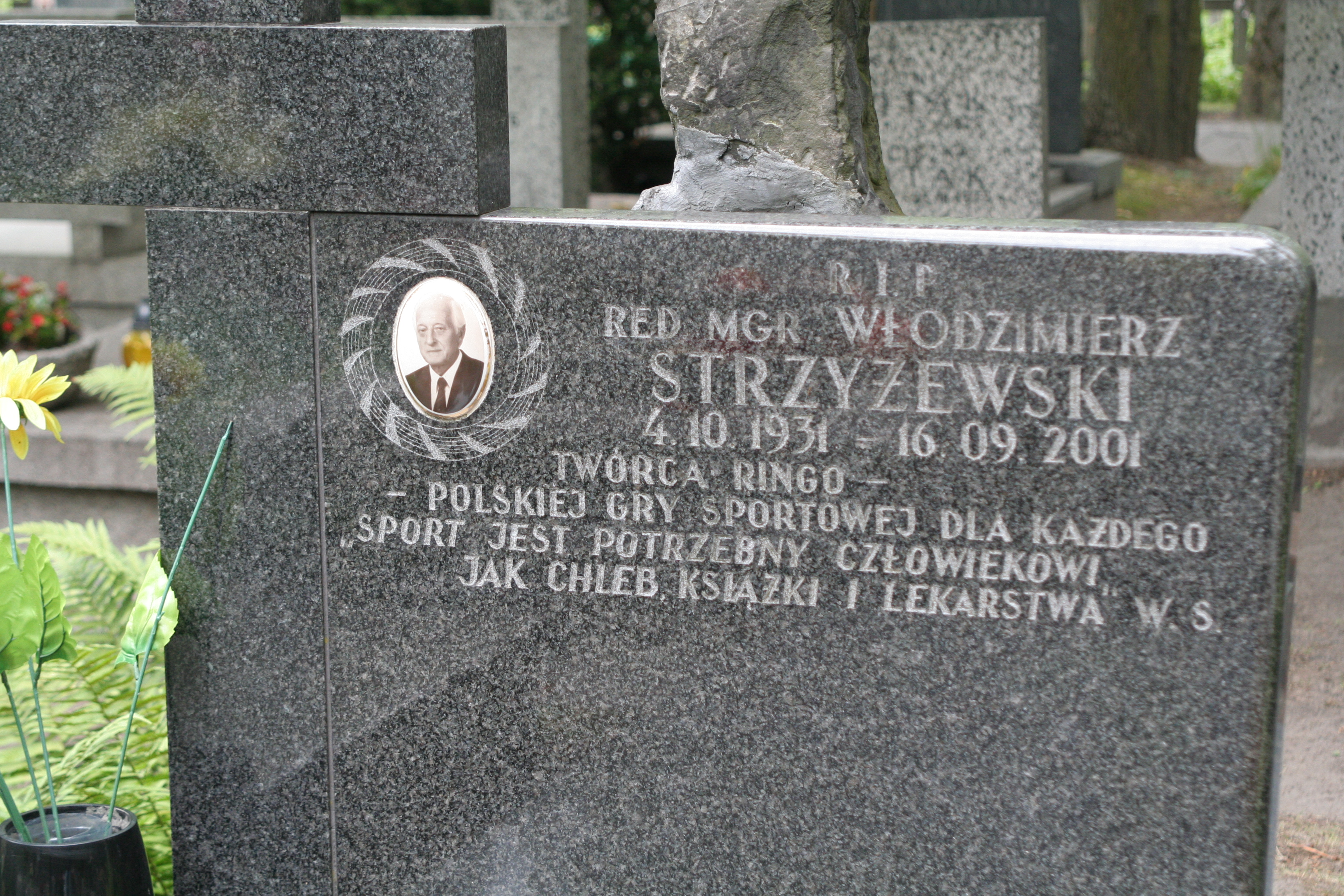
Grób działacza sportowego Włodzimierza Strzyżewskiego na Wojskowych Powązkach w Warszawie

Włodzimierz Stanisław Strzyżewski (ur. 4 października 1931 w Sochaczewie, zm. 16 września 2001) – polski szermierz, działacz sportowy, wynalazca sportu ringo.
Absolwent SGPiS w Warszawie. Przez 18 lat członek kadry Narodowej w szermierce, dziennikarz Polskiej Agencji Interpress i Polskiego Radia, poliglota (biegła znajomość czterech języków obcych w mowie i piśmie, biegła znajomość 4 innych języków w mowie).
W roku 1959 wymyślił nowy sport, który nazwał „grą w kółko”, a od 1968 – ringo. Rozpropagował ringo w Polsce i na wszystkich kontynentach. Pokaz gry prowadził na pięciu igrzyskach olimpijskich jako nowego polskiego sportu, z polskim językiem w sędziowaniu.
W roku 1989 powołał do istnienia Polskie Towarzystwo Ringo i był nieprzerwanie jego prezesem, a w roku 1993 powołał Międzynarodową Federację Ringo, której był prezydentem. Był współzałożycielem Katolickiego Stowarzyszenia Sportowego RP i jego wiceprezesem oraz członkiem Biura FICEP (Międzynarodowa Federacja Sportu Katolickiego) z siedzibą w Brukseli. Był współzałożycielem Krajowej Federacji „Sportu dla Wszystkich”. Odznaczony Złotym Krzyżem Zasługi za pracę na rzecz bezpieczeństwa w sporcie. Całe życie walczył o polepszenie zdrowia psychofizycznego Polaków. Pochowany na cmentarzu Powązki Wojskowe w Warszawie (kwatera A15-6-23).